# 王橋 (嘉靖進士)
王橋（？—？），字汝濟，號與竹，湖廣安陸州京山縣人，軍籍，明朝政治人物。

## 生平
正德十一年（1516年）丙子科湖廣鄉試舉人，嘉靖五年（1526年）與弟王格同登丙戌科進士。授錢塘縣知縣，十一年（1532年）五月選授陝西道御史，巡視北城，十二年（1533年）四月考察以才力不及降調，貶鄧州判官，移淮安府通判，累遷南京戶部郎中，出為慶遠府知府、柳州府知府，有功，遷廣西參政，典糧儲、黃籍二事。進河南右布政使，三十一年（1552年）罷歸，後起復為廣西右布政使，升廣東左布政使，三十五年（1556年）正月京察致仕。有子王宗茂、王宗蓁。